# Juan Biselach

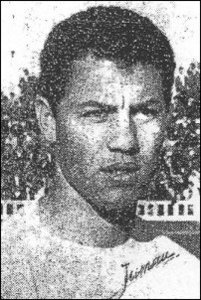

Juan Antonio Biselach, né le 7 août 1940 à San Vicente de Cañete au Pérou, est un footballeur péruvien qui évoluait au poste de milieu de terrain.

## Biographie
Milieu de terrain emblématique du Centro Iqueño dans les années 1960, Juan Biselach y joue durant presque toute sa carrière, sauf une parenthèse entre 1965 et 1966 lorsqu’il s’expatrie en Espagne pour jouer à Cádiz CF en 2e division. Bien qu'il n'ait jamais été international péruvien, il dispute tout de même l'épreuve de football des JO 1960 à Rome avec l'équipe olympique du Pérou (un seul match disputé face à l'Inde, victoire 3-1).
En janvier 1969, un an après sa retraite comme joueur, il prend la tête du Centro Iqueño et le sauve de la descente en D2 en battant 1-0 le Mariscal Sucre lors du barrage de relégation du championnat 1968.